# Resultados do Carnaval de Juiz de Fora
Resultados do Carnaval de Juiz de Fora.

## 2005
| Grupo 1A           | Grupo 1A                           | Grupo 1A  | Grupo 1A  | Grupo 1A |
| Colocação          | Escola                             | Pontos    | Nota      | Ref.     |
| ------------------ | ---------------------------------- | --------- | --------- | -------- |
| 1º                 | Unidos do Ladeira                  | 90        |           | [ 1 ]    |
| 1º                 | Juventude Imperial                 | 90        |           | [ 1 ]    |
| 1º                 | Real Grandeza                      | 90        |           | [ 1 ]    |
| 2º                 | Feliz Lembrança                    | 82        |           | [ 1 ]    |
| 3º                 | Turunas do Riachuelo               | 80        |           | [ 1 ]    |
| 4º                 | Rivais da Primavera                | 78        | Rebaixada | [ 1 ]    |
| Grupo 1B           |                                    |           |           |          |
| Colocação          | Escola                             | Pontos    | Nota      | Ref.     |
| 1º                 | Águia de Ouro                      | 90        | Promovida | [ 2 ]    |
| 2º                 | Vale do Paraibuna                  | 89        |           | [ 2 ]    |
| 3º                 | Partido Alto                       | 87        |           | [ 2 ]    |
| 4º                 | Mocidade Independente do Progresso | 75        |           | [ 2 ]    |
| 5º                 | Cacique de Lins                    | 74        |           | [ 2 ]    |
| 6º                 | Rosas de Ouro                      | 71        | Rebaixada | [ 2 ]    |
| Grupo de avaliação |                                    |           |           |          |
| Colocação          | Escola                             | Nota      | *         | Ref.     |
| 1º                 | União das Cores                    | Promovida | *         | [ 2 ]    |
| 2º                 | Mocidade Alegre de São Mateus      | *         | *         | [ 2 ]    |

## 2006
| Grupo 1A           | Grupo 1A                           | Grupo 1A | Grupo 1A  | Grupo 1A  | Grupo 1A    |
| Colocação          | Escola                             | Pontos   | Desempate | Nota      | Ref.        |
| ------------------ | ---------------------------------- | -------- | --------- | --------- | ----------- |
| 1º                 | Turunas do Riachuelo               | 90,8     |           |           | [ 3 ] [ 4 ] |
| 2º                 | Feliz Lembrança                    | 90,1     |           |           | [ 3 ] [ 4 ] |
| 3º                 | Juventude Imperial                 | 89,1     | Enredo    |           | [ 3 ] [ 4 ] |
| 4º                 | Unidos do Ladeira                  | 89,1     |           |           | [ 3 ] [ 4 ] |
| 5º                 | Real Grandeza                      | 86,1     |           |           | [ 4 ]       |
| 6º                 | Águia de Ouro                      | 68,6     |           | Rebaixada | [ 3 ] [ 4 ] |
| Grupo 1B           |                                    |          |           |           |             |
| Colocação          | Escola                             | Pontos   | *         | Nota      | Ref.        |
| 1º                 | Vale do Paraibuna                  | 81,7     | *         | Promovida | [ 3 ] [ 4 ] |
| 2º                 | Partido Alto                       | 80,5     | *         |           | [ 3 ] [ 4 ] |
| 3º                 | Rivais da Primavera                | 79,6     | *         |           | [ 3 ] [ 4 ] |
| 4º                 | Acadêmicos do Manoel Honório       | 76,7     | *         |           | [ 4 ]       |
| 5º                 | Cacique de Lins                    | 76,6     | *         |           | [ 4 ]       |
| 6º                 | Mocidade Independente do Progresso | 75,8     | *         |           | [ 4 ]       |
| 7º                 | União das Cores                    | 67,8     | *         | Rebaixada | [ 4 ]       |
| Grupo de avaliação |                                    |          |           |           |             |
| Colocação          | Escola                             | Pontos   | *         | Nota      | Ref.        |
| 1º                 | Mocidade Alegre de São Mateus      | 80,8     | *         | Promovida | [ 3 ] [ 4 ] |
| 2º                 | Nova Esperança                     | 78,75    | *         |           | [ 4 ]       |
| 3º                 | Rosas de Ouro                      | 78,3     | *         |           | [ 4 ]       |

## 2007
| Grupo 1A           | Grupo 1A                           | Grupo 1A | Grupo 1A  | Grupo 1A    |
| Colocação          | Escola                             | Pontos   | Nota      | Ref.        |
| ------------------ | ---------------------------------- | -------- | --------- | ----------- |
| 1º                 | Turunas do Riachuelo               | 91,1     |           | [ 5 ] [ 6 ] |
| 2º                 | Unidos do Ladeira                  | 89,1     |           | [ 5 ] [ 6 ] |
| 3º                 | Real Grandeza                      | 88,2     |           | [ 5 ] [ 6 ] |
| 4º                 | Feliz Lembrança                    | 87,4     |           | [ 5 ] [ 6 ] |
| 5º                 | Juventude Imperial                 | 86       |           | [ 5 ] [ 6 ] |
| 6º                 | Vale do Paraibuna                  | 81,9     | Rebaixada | [ 5 ] [ 6 ] |
| Grupo 1B           |                                    |          |           |             |
| Colocação          | Escola                             | Pontos   | Nota      | Ref.        |
| 1º                 | Mocidade Independente do Progresso | 87,2     | Promovida | [ 7 ] [ 8 ] |
| 2º                 | Partido Alto                       | 84       |           | [ 7 ] [ 8 ] |
| 3º                 | Rivais da Primavera                | 83,30    |           | [ 7 ] [ 8 ] |
| 4º                 | Mocidade Alegre de São Mateus      | 83,1     |           | [ 7 ] [ 8 ] |
| 5º                 | Cacique de Lins                    | 81,2     |           | [ 8 ]       |
| 6º                 | Águia de Ouro                      | 77,5     |           | [ 8 ]       |
| 7º                 | Acadêmicos do Manoel Honório       | 75,8     | Rebaixada | [ 8 ]       |
| Grupo de avaliação |                                    |          |           |             |
| Colocação          | Escola                             | Pontos   | Nota      | Ref.        |
| 1º                 | União das Cores                    | 84,5     | Promovida | [ 5 ]       |

## 2018 - 2020
- Não houve desfiles.[9]